# Alonso de Covarrubias
Alonso de Covarrubias (Torrijos, 1486 - Toledo, 11 de marzo de 1570) fue un arquitecto y escultor del Alto Renacimiento español.

## Biografía

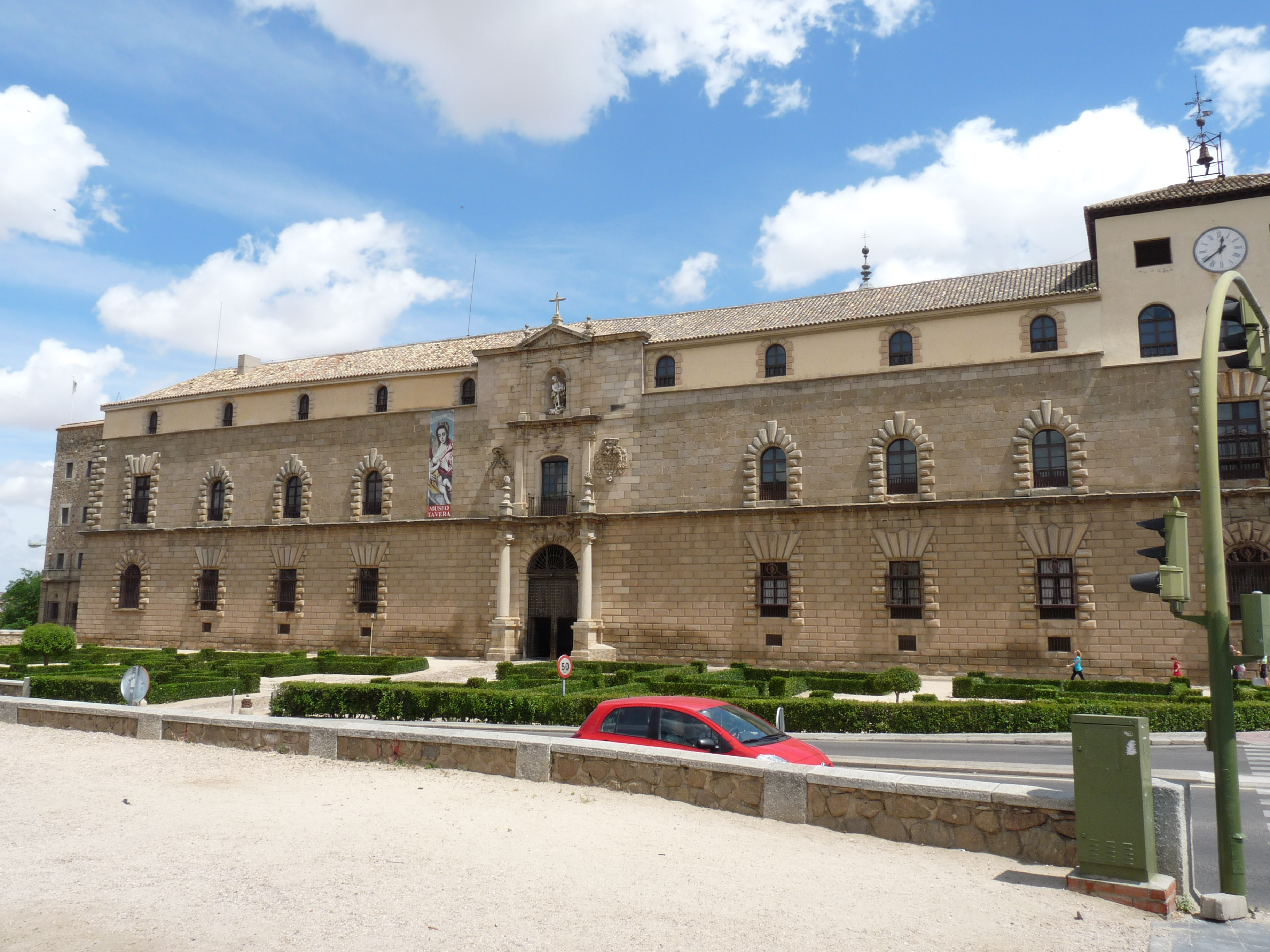
Fachada del Hospital de Tavera en Toledo.

Era hijo de Sebastián Martínez de Covarrubias y María Gutiérrez de Leyva. Su padre era un afamado bordador de Gerindote y su madre era natural de esta pequeña población. Según las investigaciones de García Rey, que fue el primero que dio con el lugar de su nacimiento, Covarrubias nació en Torrijos en 1488. En 1510 Covarrubias casó con María Gutiérrez de Egas, hija de Miguel Sánchez y Margarita Gutiérrez. El informante, Pedro de Carvajal, da este dato y además aclara que la esposa de Covarrubias era “sobrina o nieta” del arquitecto Antón Egas, por lo que su partentesco no está aclarado.

## Formación
Su primera formación la recibe de Antón Egas en la ciudad de Toledo. Por estos primeros años de su vida se relacionó en Torrijos con Antón y Enrique Egas, así como con Juan Guas, de quienes recibiría los conocimientos para adentrarse en el mundo del arte. También por estos primeros años marchó a Salamanca para aconsejar sobre la localización que se daría a la nueva catedral que se pensaba construir. Quiere decir que ya tenía un prestigio en el mundo de la arquitectura. El mismo año de su boda, 1510, aparece trabajando como escultor en la iglesia de San Andrés (Toledo), en la ejecución de los sepulcros de Alonso y Mariana de Rojas, de factura tardogótica. 
A partir de esta obra abandona la órbita tardogótica, para inclinarse por la profusión ornamental; el contacto con la escuela de Sigüenza o los trabajos de los artistas del Hospital de Santa Cruz de Toledo habrían sido las influencias que le indujeron a tal cambio. Lo cierto es que en 1514 colabora con Enrique Egas en el hospital toledano y que entre 1515 y 1517 visitó varias veces Sigüenza, donde recibió la influencia de Francisco de Baeza y ejecutó dos de sus obras más recargadas en el ornato: el retablo de Santa Librada y la tumba del obispo Fadrique de Portugal, en el crucero de la catedral. En 1526 firmó su primer contrato en Guadalajara para la construcción de un convento. En 1531 intervino en la capilla de los Reyes Nuevos de la catedral toledana, donde se dedicó fundamentalmente a la decoración. Entre 1532 y 1534 intervino en la sacristía mayor de la Catedral de Sigüenza. Se le atribuyen las trazas de algunos edificios construidos por iniciativa del arzobispo Alonso de Fonseca: el colegio Mayor de Santiago el Zebedeo de Salamanca y el Colegio Mayor de Santiago Alfeo en Santiago de Compostela. Entre 1534 y 1570 se encargó de la parroquia de San Benito de Abad, de Yepes, por encargo del cardenal Tavera.
Falleció en la ciudad de Toledo el 11 de marzo de 1570.

## Obras principales

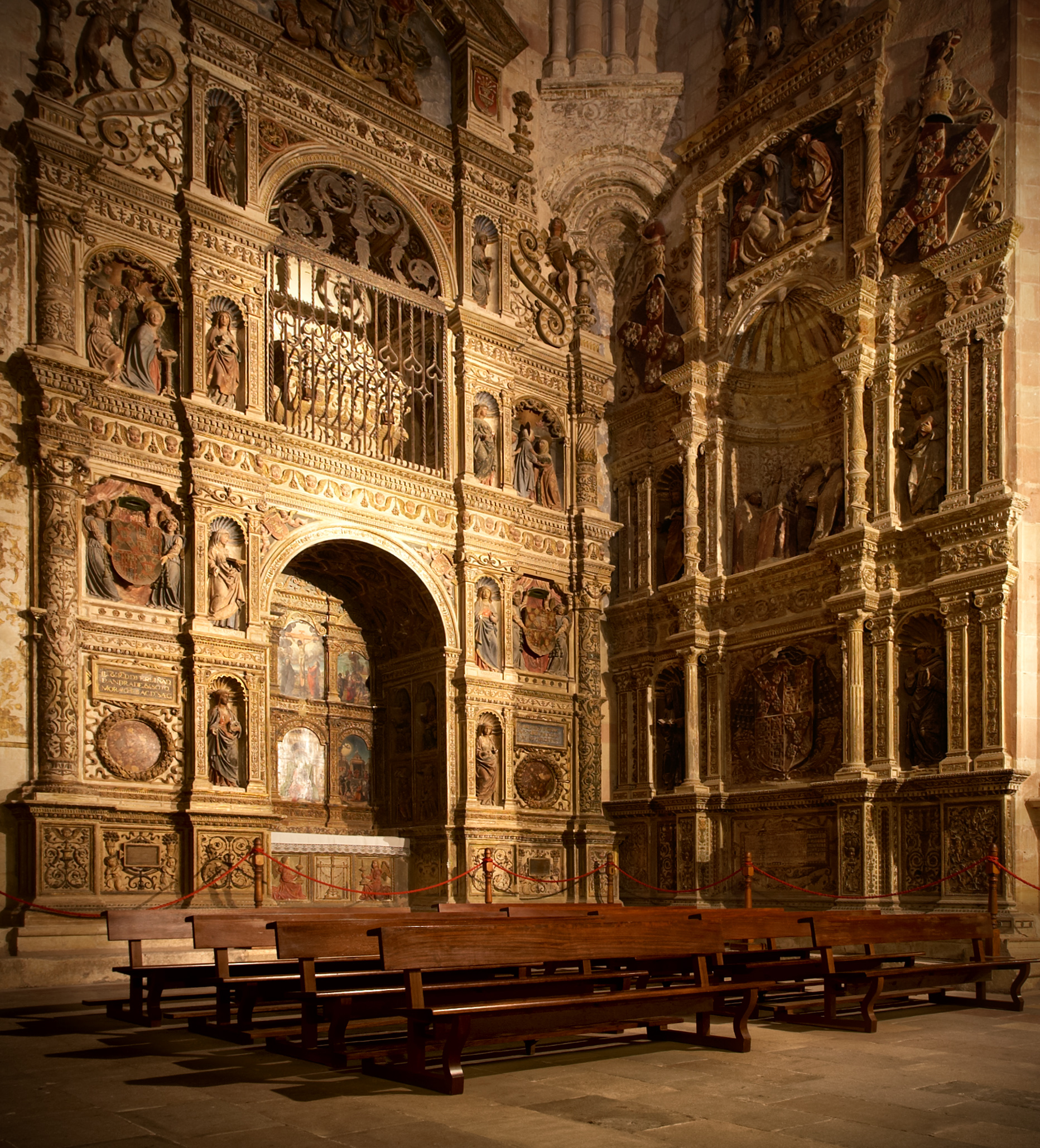
Retablos de Santa Librada y Fadrique de Portugal en la catedral de Sigüenza.

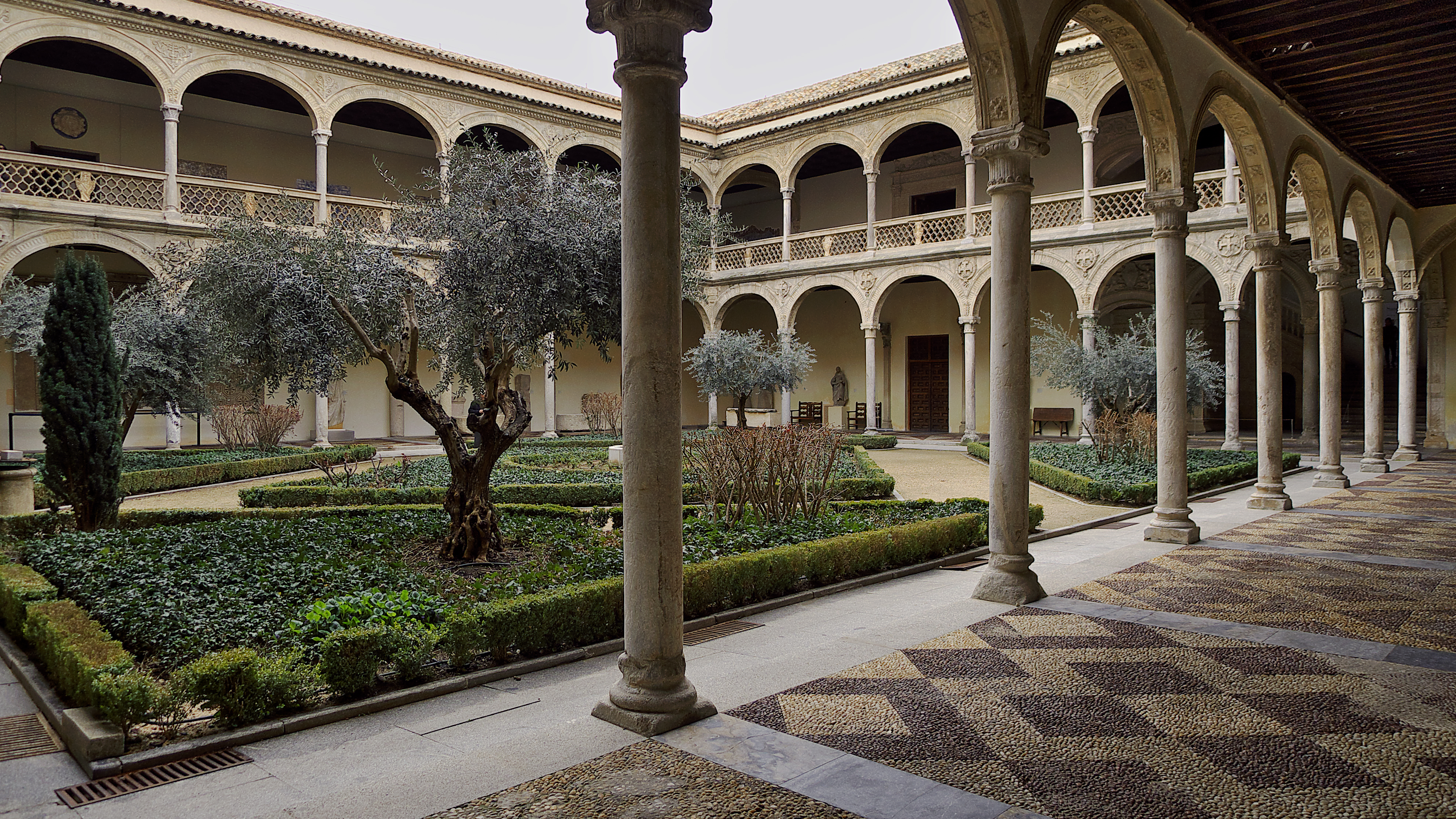
Museo de Santa Cruz, Toledo.

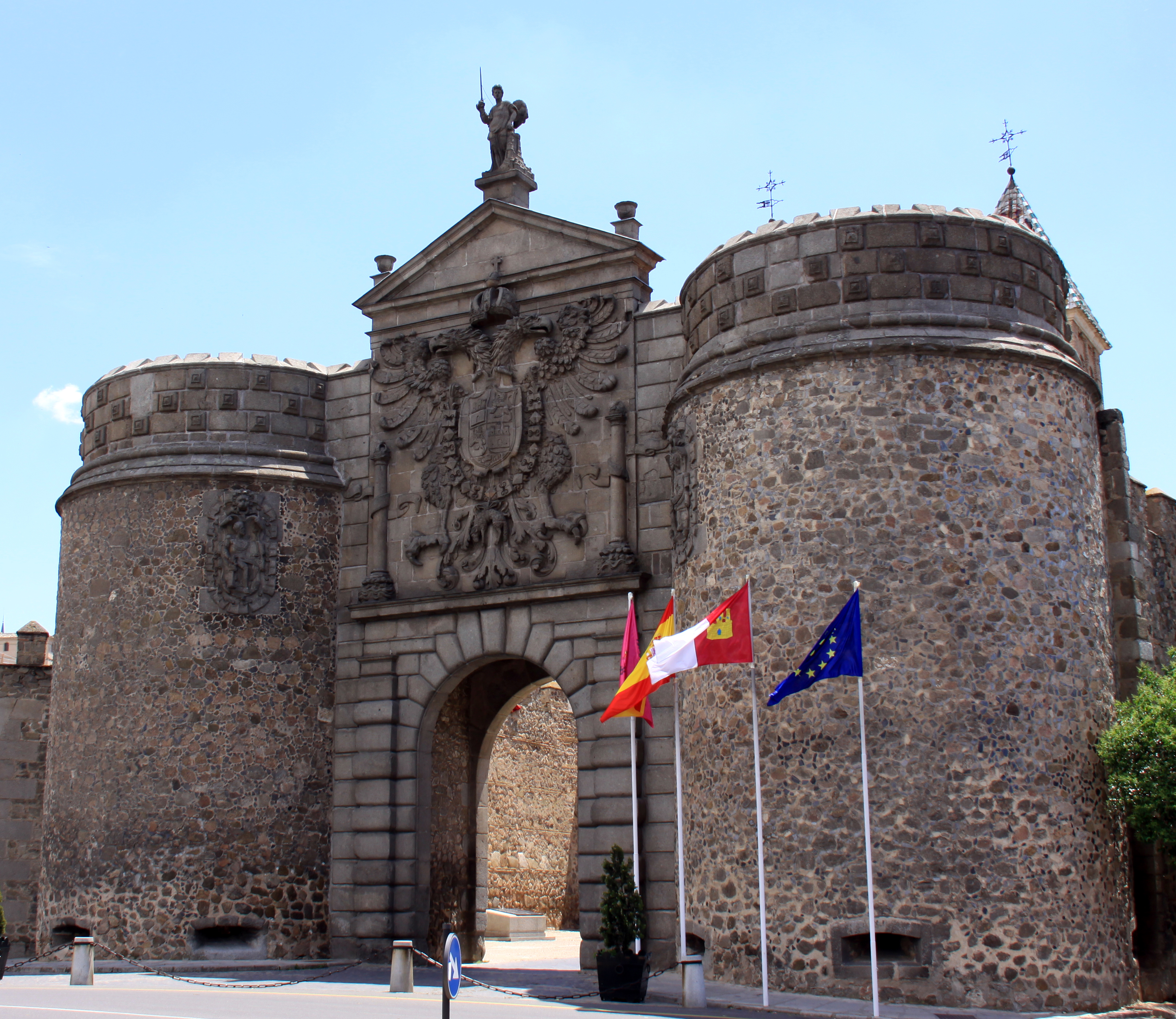
Puerta de Bisagra, Toledo.

En 1534 fue nombrado maestro de obras de la catedral de Toledo y de su diócesis (de gran extensión), por lo que se le puede encontrar realizando obras en numerosas poblaciones del centro peninsular. También se le encarga trazar la iglesia Mayor de Baza, en estilo renacentista. En 1537 recibió un nuevo nombramiento de responsabilidad importante, pues fue designado arquitecto del Real Alcázar de Madrid, cargo que compartió con Luis de Vega; pero en 1543 este fue destinado a la zona de Madrid y Covarrubias quedó como responsable del área de Toledo. Más tarde realiza obras tan importantes como el claustro del convento de Santo Domingo en Ocaña, o la fachada y claustro del Palacio Arzobispal de Toledo, construido entre 1541 y 1545, en el que se aprecia la superposición de órdenes. 
En Toledo, el hospital de San Juan Bautista, también conocido como "hospital de afuera" o "de Tavera", es una de las construcciones más representativas del Covarrubias renacentista. Entre 1548 y 1549 trazó las cabeceras de las iglesias de la Magdalena de Getafe (actual provincia de Madrid) y del monasterio jerónimo de Santa Catalina de Talavera de la Reina (actual provincia de Toledo). Hacia 1552 se constata su actuación en el monasterio de San Agustín, en la sacristía de la parroquia de Almorox (Toledo), en la iglesia de San Román (Toledo), en la casa de don Diego López de Ayala (Casasbuenas, actual provincia de Toledo), en el ayuntamiento y parroquia de Illescas, en la de Corral de Almaguer y en la torre de la de Olías del Rey. 
Poco después intervino en el urbanismo de Toledo, diseñando el ensanche de la plaza del Ayuntamiento de Toledo, la remodelación de la sinagoga de Santa María la Blanca y una intervención en la Puerta Nueva de Bisagra. Planeó la colegiata de Torrijos. Otra obra a destacar, ya en la provincia de Guadalajara, es el diseño del retablo mayor de la iglesia de santa María Magdalena de la localidad de Mondéjar, al que dio volumen el artista granadino Juan Correa de Vivar. El retablo fue destruido en la época de la II República, aunque hoy se puede disfrutar una copia exacta  en el emplazamiento del original, hecha por el taller de imaginería de arte Martínez de Horche y el pintor Rafael Pedrós, que difícilmente se distinguiría del original. También destaca su obra en el pueblo abulense de Cebreros, construyendo la iglesia de Santiago Apóstol, que presenta una planta rectangular de tipo hallenkirche.

### Otras obras
Otras obras que efectuó  en Toledo son la remodelación del convento de San Clemente, de las Carnicerías Mayores y de la puerta de la Presentación de la Catedral. Merece la pena destacar, igualmente, obras de la categoría del convento de Carmelitas de Alcalá de Henares, la reestructuración de la iglesia de la Encarnación de Baza (actual provincia de Granada), monasterio de San Miguel de los Reyes (Valencia), el palacio ducal de Pastrana (actual provincia de Guadalajara) y su intervención en la catedral de Plasencia y en el monasterio de Guadalupe (actual provincia de Cáceres).